# Unčín
Unčín (en allemand : Untschin) est une commune du district de Žďár nad Sázavou, dans la région de Vysočina, en République tchèque. Sa population s'élevait à 191 habitants en 2020.

## Géographie
Unčín se trouve à 9,5 km au nord de Bystřice nad Pernštejnem, à 22,5 km à l'est-nord-est de Žďár nad Sázavou, à 53 km au nord-est de Jihlava à 141 km au sud-est de Prague.
La commune est limitée par Jimramov au nord et à l'est, par Dalečín au sud, et par Strachujov à l'ouest.

## Histoire
La première mention écrite de la localité date de 1379.

## Transports
Par la route, Unčín se trouve à 12 km de Bystřice nad Pernštejnem, à 30 km de Žďár nad Sázavou, à 66 km de Jihlava et à 181 km de Prague.